# Neosqualodon

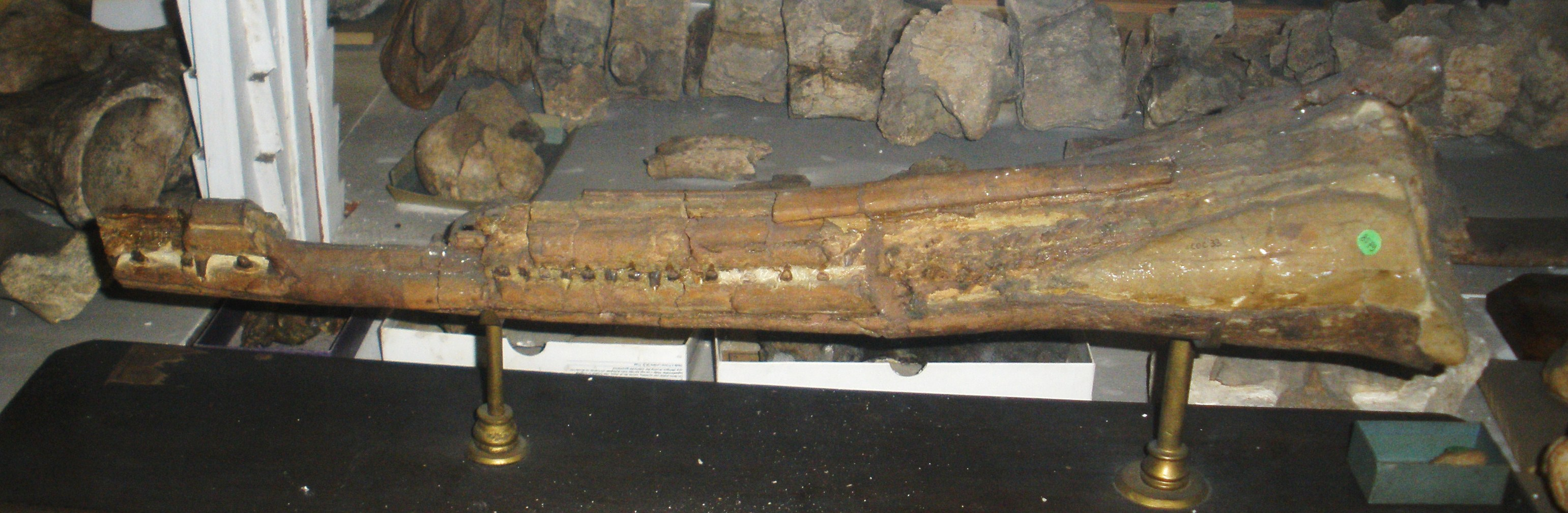
Mandíbula.

Neosqualodon es un género extinto de cetáceo dentado (odontoceto), que vivió en la actual Italia durante el Oligoceno Superior (etapa del Burdigaliense). Sus fósiles - consistentes mayormente de dientes y mandíbulas - han sido recuperados en la Formación Ragusa de Sicilia, y son más robustos y cortos que los de su pariente el género Squalodon. Se conocen dos especies: N. assenzae y N. gemellaroi, que se distinguen por la forma de los dientes. Aparentemente este género era endémico del mar pre-Mediterráneo a fines del Oligoceno.